# Christian Heinrich Gruner
Christian Heinrich Gruner (* 29. März 1814 in Osnabrück; † 6. August 1889 in Pyrmont) war ein deutscher Privatier und Politiker.

## Leben
Gruner war der Sohn des Konsistorialrates Dr. theol. Friedrich Andreas Gruner und dessen Ehefrau Marie Sophie, geborene Schwartze. Er heiratete 1841 Hermine Severin. Er war Privatier in Pyrmont. Vom 31. Oktober 1864 bis 1869 war er für den Wahlkreis Pyrmont Abgeordneter im Landtag des Fürstentums Waldeck-Pyrmont. 1873 war er Mitbegründer des Kur-Vereins Pyrmont, 1879 war er auch unter den Gründern des "Liberalen Vereins für das Fürstenthum Pyrmont". Bis zu seinem Tod war er Beigeordneter der Stadt Pyrmont. 